# Кубок Сан-Марино з футболу 2024—2025
Кубок Сан-Марино з футболу 2024—2025 — 65-й розіграш кубкового футбольного турніру в Сан-Марино. Титул вдруге здобув Віртус.

## Календар
| Раунд        | Дата                          | Матчі | Клуби  |
| ------------ | ----------------------------- | ----- | ------ |
| Перший раунд | 24 вересня – 23 жовтня 2024   | 14    | 15 → 8 |
| 1/4 фіналу   | 27 листопада – 11 грудня 2024 | 8     | 8 → 4  |
| 1/2 фіналу   | 5 березня – 2 квітня 2025     | 4     | 4 → 2  |
| Фінал        | 24 травня 2025                | 1     | 2 → 1  |

## Перший раунд
Раунд пропускає Ла Фіоріта як чинний переможець турніру.
| Команда 1                   | Заг. | Команда 2    | 1-й матч | 2-й матч |
| --------------------------- | ---- | ------------ | -------- | -------- |
| 24 вересня – 23 жовтня 2024 |      |              |          |          |
| Ювенес-Догана               | 3:0  | Фйорентіно   | 1:0      | 2:0      |
| Фаетано                     | 2:1  | Пеннаросса   | 2:1      | 0:0      |
| Космос                      | 2:3  | Віртус       | 0:1      | 2:2      |
| Тре Фйорі                   | 5:0  | Лібертас     | 2:0      | 3:0      |
| Доманьяно                   | 1:2  | Сан-Джованні | 0:1      | 1:1      |
| Фольгоре Фальчано           | 1:0  | Мурата       | 1:0      | 0:0      |
| Кайлунго                    | 1:10 | Тре Пенне    | 0:6      | 1:4      |

## 1/4 фіналу
| Команда 1                     | Заг. | Команда 2     | 1-й матч | 2-й матч |
| ----------------------------- | ---- | ------------- | -------- | -------- |
| 27 листопада – 11 грудня 2024 |      |               |          |          |
| Ла Фіоріта                    | 4–0  | Ювенес-Догана | 2–0      | 2–0      |
| Фаетано                       | 1–6  | Віртус        | 1–4      | 0–2      |
| Тре Фйорі                     | 6–2  | Сан-Джованні  | 4–0      | 2–2      |
| Фольгоре Фальчано             | 2–4  | Тре Пенне     | 0–1      | 2–3 дч   |

## 1/2 фіналу
| Команда 1                 | Заг. | Команда 2 | 1-й матч | 2-й матч |
| ------------------------- | ---- | --------- | -------- | -------- |
| 5 березня – 2 квітня 2025 |      |           |          |          |
| Ла Фіоріта                | 0–1  | Віртус    | 0–0      | 0–1 дч   |
| Тре Фйорі                 | 3–1  | Тре Пенне | 3–0      | 0–1      |

## Фінал
| 24 травня 2025 21:45 (EEST) |

| Віртус      | 1:0      | Тре Фйорі |
| ----------- | -------- | --------- |
| Торторі 18' | Протокол |           |

| Олімпійський стадіон, Серравалле Арбітр: Антоніо Учіні |

## Позначки
1. ↑  Тре Фйорі спочатку програв матч з рахунком 0–1 але згодом федерація присудила перемогу з рахунком 3–0